# Final Resolution (2011)
Final Resolution (2011) foi um evento de wrestling profissional em formato pay-per-view produzido pela Total Nonstop Action Wrestling, ocorreu no dia 11 de dezembro de 2011 no Impact Wrestling Zone na cidade de Orlando, Florida. Esta foi oitava edição da cronologia do Final Resolution.

## Antes do evento
Final Resolution teve lutas de wrestling profissional envolvendo diferentes lutadores com rivalidades e storylines pré-determinadas que se desenvolveram no Impact Wrestling — programa de televisão da Total Nonstop Action Wrestling (TNA). Os lutadores interpretaram um vilão ou um mocinho seguindo uma série de eventos para gerar tensão, culminando em várias lutas.

## Resultados
| #                              | Lutas | Estipulação | Duração |
| ------------------------------ | --- | --- | ------- |
| 1                              | Rob Van Dam derrotou Christopher Daniels | Singles match | 10:01   |
| 2                              | Robbie E (c) (com Robbie T) derrotou Eric Young | Singles match pelo TNA Television Championship | 07:32   |
| 3                              | Crimson e Matt Morgan (c) derrotaram Devon e D'Angelo Dinero | Tag Team match pelo TNA World Tag Team Championship | 09:40   |
| 4                              | Austin Aries (c) derrotou Kid Kash | Singles match pelo TNA X Division Championship | 12:46   |
| 5                              | Gail Kim (c) derrotou Mickie James | Singles match pelo TNA Knockouts Championship | 07:48   |
| 6                              | James Storm derrotou Kurt Angle | Singles match | 17:48   |
| 7                              | Jeff Hardy derrotou Jeff Jarrett (com Karen Jarrett) | Steel Cage match, com Karen Jarrett algemada a Sting ao lado do ringue. Caso Hardy vencesse se tornaria o desafiante nº um pelo TNA World Heavyweight Championship e Jeff Jarrett ou Karen Jarrett um dos dois seria demitido, se fosse derrotado teria que deixar a TNA. | 10:20   |
| 8                              | Bobby Roode (c) vs. A.J. Styles acabou empatado em 3 a 3. - Roode derrotou Styles. (10:02) - Roode derrotou Styles por submissão. (15:24) - Styles derrotou Roode por submissão. (17:37) - Styles derrotou Roode. (20:09) - Styles derrotou Roode. (23:00) - Roode derrotou Styles. (25:00) | 30-Minute Iron Man match pelo TNA World Heavyweight Championship | 30:00   |
| (c) - Campeão(s) antes da luta | | |         |